# Bretigney
Bretigney ist eine französische Gemeinde mit 76 Einwohnern (Stand: 1. Januar 2022) im Département Doubs in der Region Bourgogne-Franche-Comté.

## Geographie
Bretigney liegt auf 390 m über dem Meeresspiegel, etwa zwölf Kilometer westlich der Stadt Montbéliard (Luftlinie). Das Dorf erstreckt sich auf einem Hochplateau nördlich des Doubstals, am Beginn einer Talmulde westlich des Mont Truchot.
Die Fläche des 1,83 km² großen Gemeindegebiets umfasst einen Abschnitt der Hügellandschaft nördlich des Doubstals. Der zentrale Teil des Gebietes wird vom Hochplateau von Bretigney eingenommen, das auf 400 bis 420 m liegt. Es ist teils mit Acker- und Wiesland, teils mit Wald bestanden und wird im Westen von der Talsenke von Faimbe begrenzt. Östlich des Dorfes nimmt die Mulde eines Trockentals ihren Anfang, die nach Süden zum Doubstal überleitet. Nach Osten erstreckt sich der Gemeindeboden bis auf die Waldhöhe des Mont Truchet, auf dem mit 455 m die höchste Erhebung von Bretigney erreicht wird. Das gesamte Areal zeigt kein oberirdisches Fließgewässer, weil das Niederschlagswasser im verkarsteten Untergrund der Kalkhochflächen versickert.
Nachbargemeinden von Bretigney sind Faimbe und Montenois im Norden sowie Beutal im Süden.

## Geschichte

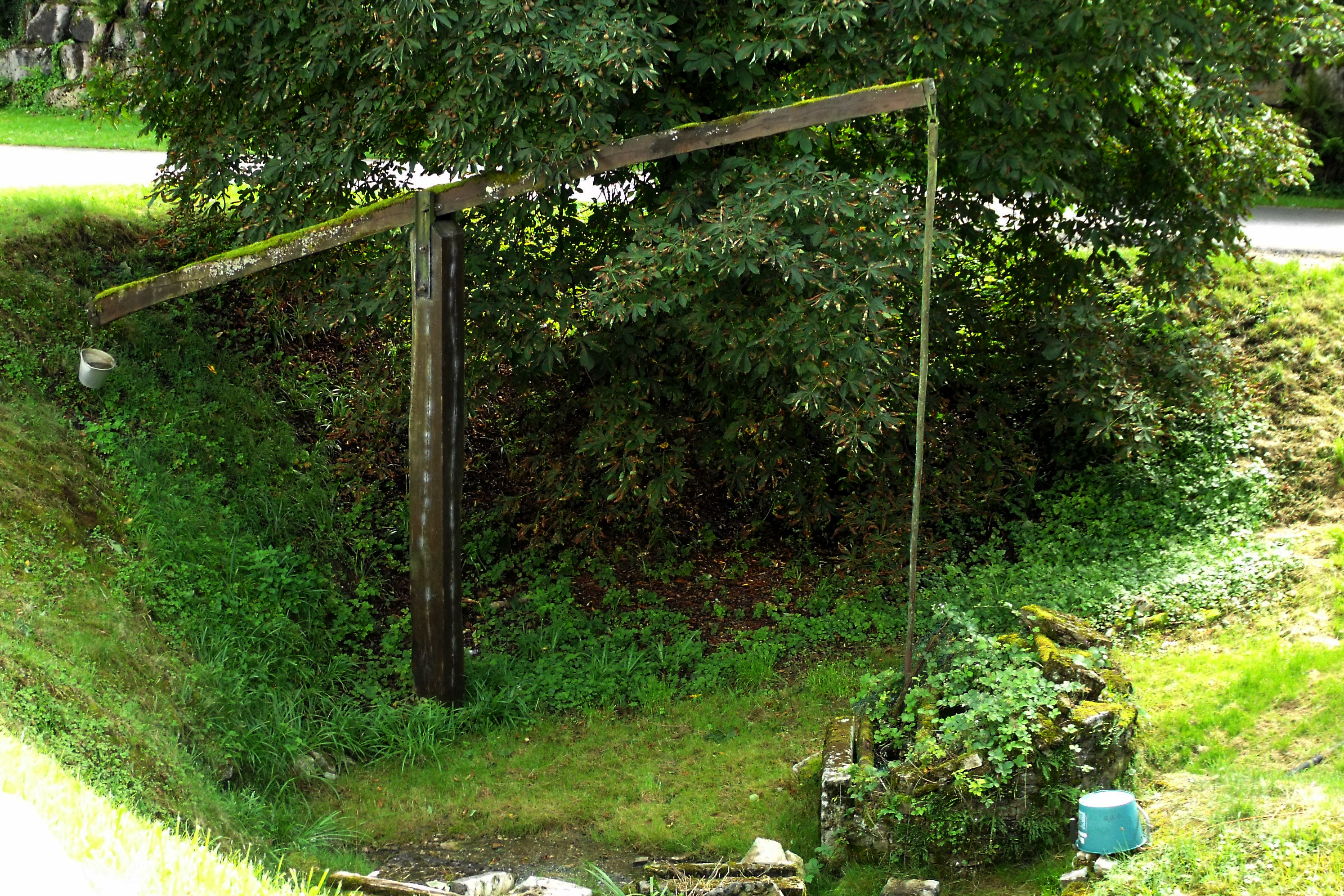
Ziehbrunnen in Bretigney

Seit dem Mittelalter gehörte Bretigney den Grafen von Montbéliard, die 1565 die Reformation einführten. Mit der Besetzung der Grafschaft Württemberg-Mömpelgard (Montbéliard) gelangte das Dorf im Jahr 1793 endgültig in französische Hand. Heute ist Bretigney Teil des Gemeindeverbandes Pays de Montbéliard Agglomération.

## Bevölkerung
| Jahr                       | 1962 | 1968 | 1975 | 1982 | 1990 | 1999 | 2004 | 2016 |
| Einwohner                  | 43   | 45   | 44   | 40   | 58   | 68   | 75   | 71   |
| Quellen: Cassini und INSEE |      |      |      |      |      |      |      |      |

Mit 76 Einwohnern (Stand 1. Januar 2022) gehört Bretigney zu den kleinsten Gemeinden des Départements Doubs. Nachdem die Einwohnerzahl in der ersten Hälfte des 20. Jahrhunderts stets im Bereich zwischen 23 und 50 Personen gelegen hatte, wurde seit Beginn der 1980er Jahre ein Bevölkerungswachstum verzeichnet.

## Wirtschaft und Infrastruktur
Bretigney war bis weit ins 20. Jahrhundert hinein ein vorwiegend durch die Landwirtschaft (Ackerbau, Obstbau und Viehzucht) geprägtes Dorf. Noch heute leben die Bewohner zur Hauptsache von der Tätigkeit im ersten Sektor. Außerhalb des primären Sektors gibt es nur wenige Arbeitsplätze im Dorf. Einige Erwerbstätige sind auch Wegpendler, die in den umliegenden größeren Ortschaften ihrer Arbeit nachgehen.
Die Ortschaft liegt abseits der größeren Durchgangsstraßen an einer Departementsstraße, die von Faimbe nach Montenois führt. Der nächste Anschluss an die Autobahn A36 befindet sich in einer Entfernung von ungefähr 14 Kilometern. Eine weitere Straßenverbindung besteht mit Beutal.